# Centro Cacualá
Centro Cacualá är en ort i Mexiko.   Den ligger i kommunen Chilón och delstaten Chiapas, i den sydöstra delen av landet, 800 km öster om huvudstaden Mexico City. Centro Cacualá ligger 1 258 meter över havet och antalet invånare är 278.
Terrängen runt Centro Cacualá är huvudsakligen kuperad, men söderut är den bergig. Runt Centro Cacualá är det ganska tätbefolkat, med 54 invånare per kvadratkilometer. Närmaste större samhälle är Ocosingo, 18,6 km söder om Centro Cacualá. I omgivningarna runt Centro Cacualá växer i huvudsak städsegrön lövskog.